# 平 (京丹後市)
平（へい）は、京都府京丹後市丹後町の地名。大字としての名称は丹後町平（たんごちょうへい）。平と井上の2集落からなる。宇川地域に含まれ、上宇川の中心地区であるとされる。2016年（平成28年）9月30日時点の人口は245人。

## 地理

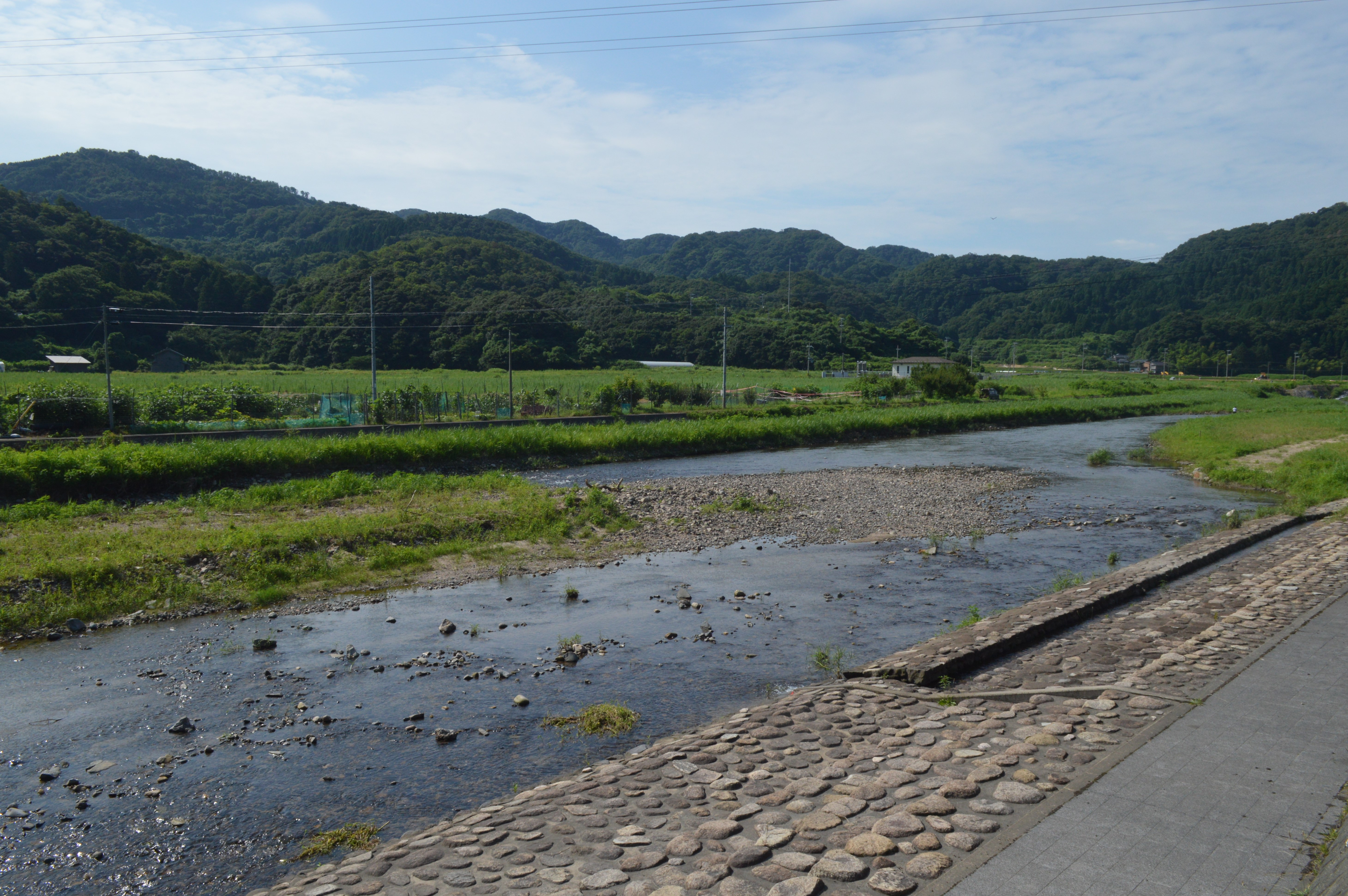
宇川のアユで知られる宇川

宇川の河口部の沖積地に位置し、開けた土地に水田が広がっている。宇川の西岸に平集落が、東岸に井上集落がある。日本海と並行して国道178号が通っており、井上集落の東側に丹後縦貫林道が通っている。平集落の西側は依遅ヶ尾山に続く山地となっている。宇川はアユの生息地（宇川のアユ）として知られ、1955年（昭和30年）以降には京都大学による主要調査地となった。平にある中瀬橋親水公園（宇川親水公園）は、毎年5月に上宇川漁業協同組合が地元保育園児らとともに稚アユを放流する主要なポイントのひとつである。
地内の水源は宇川からひいた水のほかに、飲料水に適した水質の良い井戸水が3カ所ある。
京丹後市では1927年（昭和2年）の北丹後地震の甚大な被害が代々語り継がれてきたが、激震地から遠い宇川地域ではほとんど無被害だった。しかし上宇川地区の最西部にある平では納屋2棟が半壊した。

### 小字

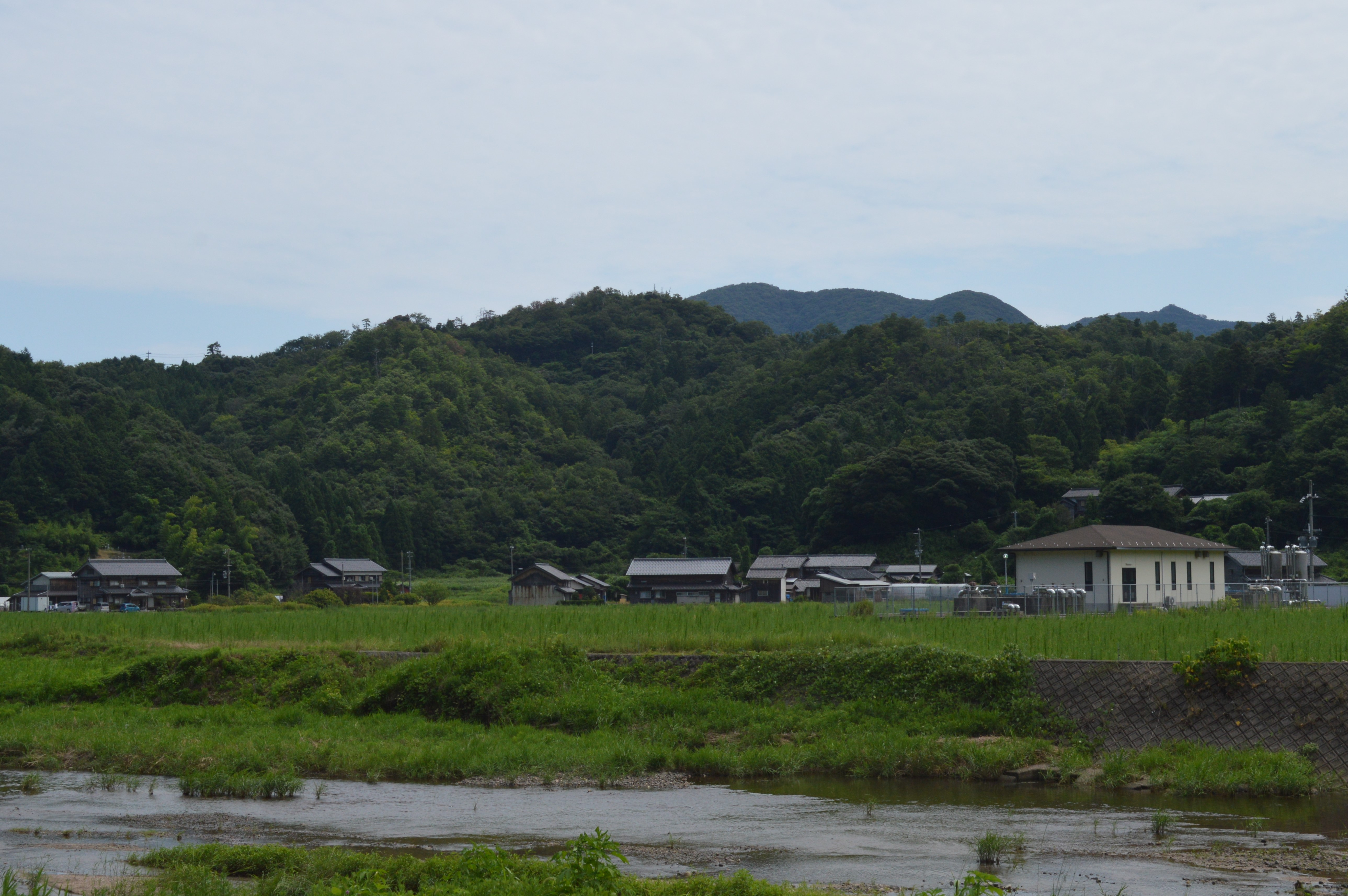
井上集落

字としての丹後町平では、宇川の西岸の集落を「平（へい）」、東岸の井上集落を「平元井上（へい・もといのうえ）」として、歴史的な経過から別の集落とみる名残がある。

#### 平
- 野(の)
- 大久保(おおくぼ)
- 湊(みなと)
- サイクゴ
- 四ツ町(よつまち)
- 中瀬(なかせ)
- 長楽(ちょうらく)
- 上地(かみぢ)
- 野中(のなか)
- 松葉沖(まつはおき)
- カナクソ
- 下地(しもぢ)
- 寺下(てらした)
- 寺(てら)
- 隠居谷(いんきょだに)

- 隠源谷(いんげにだに)
- 大屋敷(おおやしき)
- スカノ谷(すかのたに)
- 天神(てんじん)
- 家ノ前(いえのまえ)
- 中坪(なかつぼ)
- 和田(わだ)
- 五領(ごりょう)
- ナガヲサ
- 井谷ノ上(いだにのうえ)
- 畑奥(はたおく)
- 牛谷(うしだに)
- 中ノ坪(なかのつぼ)
- 差尾谷(さしおだに)
- 藤谷(ふじだに)

- 野中(のなか)
- 小田(こだ)
- 助ケ下(すけがした)
- 七本松(しちほんまつ)
- 六社(ろくしゃ)
- 千丈ヶ野(せんじょうがの)
- 千城野(せんじょうの)
- 上野(うえの)
- 吉ノ口(よしのぐち)
- 休場(やすみば)
- 畑口(はたけぐち)
- 差ノ谷(さしのたに)
- 田内(たうち)
- 入山(いりやま)
- 尾ノベ(おのべ)
- 六社下(ろくしゃした)

#### 平元井上
- 家上(いえうえ)
- 下ジ(したじ)
- 丸山(まるやま)
- 尾てじ(おてじ)
- 宮ノ前(みやのまえ)
- 竹ノ尻(たけのしり)
- 家前(いえまえ)
- 石堂(いしどう)
- 長楽(ちょうらく)
- 長楽道下(ちょうらくみちした)
- 長楽道上(ちょうらくみちうえ)
- 野中(のなか)
- 松葉沖(まつばおき)
- 中坪(なかつぼ)
- ナカヲサ
- カナクソ
- 家ノ下(いえのした)
- 山崎(やまざき)
- 畑川尻(はたかわしり)
- 井谷ノ下(いだにのした)

- 井谷上(いだにうえ)
- 山ケ下(やまがした)
- 小溝谷(こみぞたに)
- 差尾(さしお)
- オバガサコ
- 芋地ケ谷(いもじがた)
- 切畑(きりはた)
- 中尾(なかお)
- 竹向(たけむかい)
- ホドフ
- かどのこふ
- 藤尾谷(ふじおだに)
- 大坂(おおさか)
- 休坂下(やすみざかした)
- ヲノベ
- スケ谷(すけだに)
- 大シコフ(たいしこふ)
- 田内(だうち)
- 入山(いりやま)
- 小田(こだ)

- 六社坂(ろくしゃざか)
- 千丈ケ野(せんじょうがの)
- 六社下(ろくしゃした)
- 六社(ろくしゃ)
- 六社成(ろくしゃなり)
- 大成(おおなる)
- 中瀬(なかせ)
- サイクコ
- 湊野(みなとの)
- ふとふ
- 休場下(やすみばした)
- 杉ケ谷(すぎがたに)
- 差ノ谷(さしのたに)
- カゴチヨ
- トビ当リ(とびあたり)
- コナハテ
- ヲナメ谷(をめなだに）
- 休場(やすみば)
- 大平(おおひら)
- カドノコブ

- 毛谷(けだに)
- 畑フトヲ(はたふとを)
- ム子キノヲ
- 岩尾(イワオ)
- カナヲ谷(かなをだに)
- 松尾(まつお)
- 両荒田(りょうあらた)
- ヲガマ
- 山ナシ(やまなし)
- フトヲ
- 穴フトヲ(あなふとを)
- 両湊(りょうみなと)
- 枯松(かれまつ)
- 左ノ休場(さのやすみば)
- カラタモ
- トイシガヲ
- 二本松(にほんまつ)
- 岩ブシ(いわぶし)
- 槍木尾(ひのきお)

## 歴史

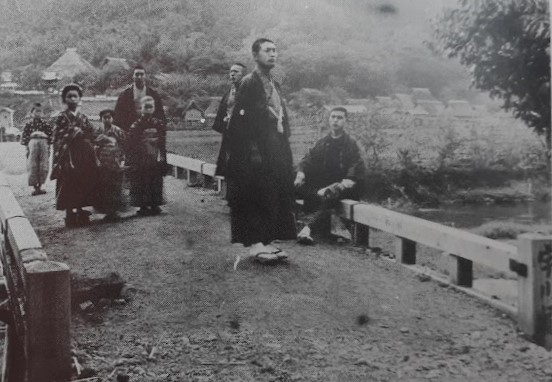
1908年に行われた宇川橋の渡り初め

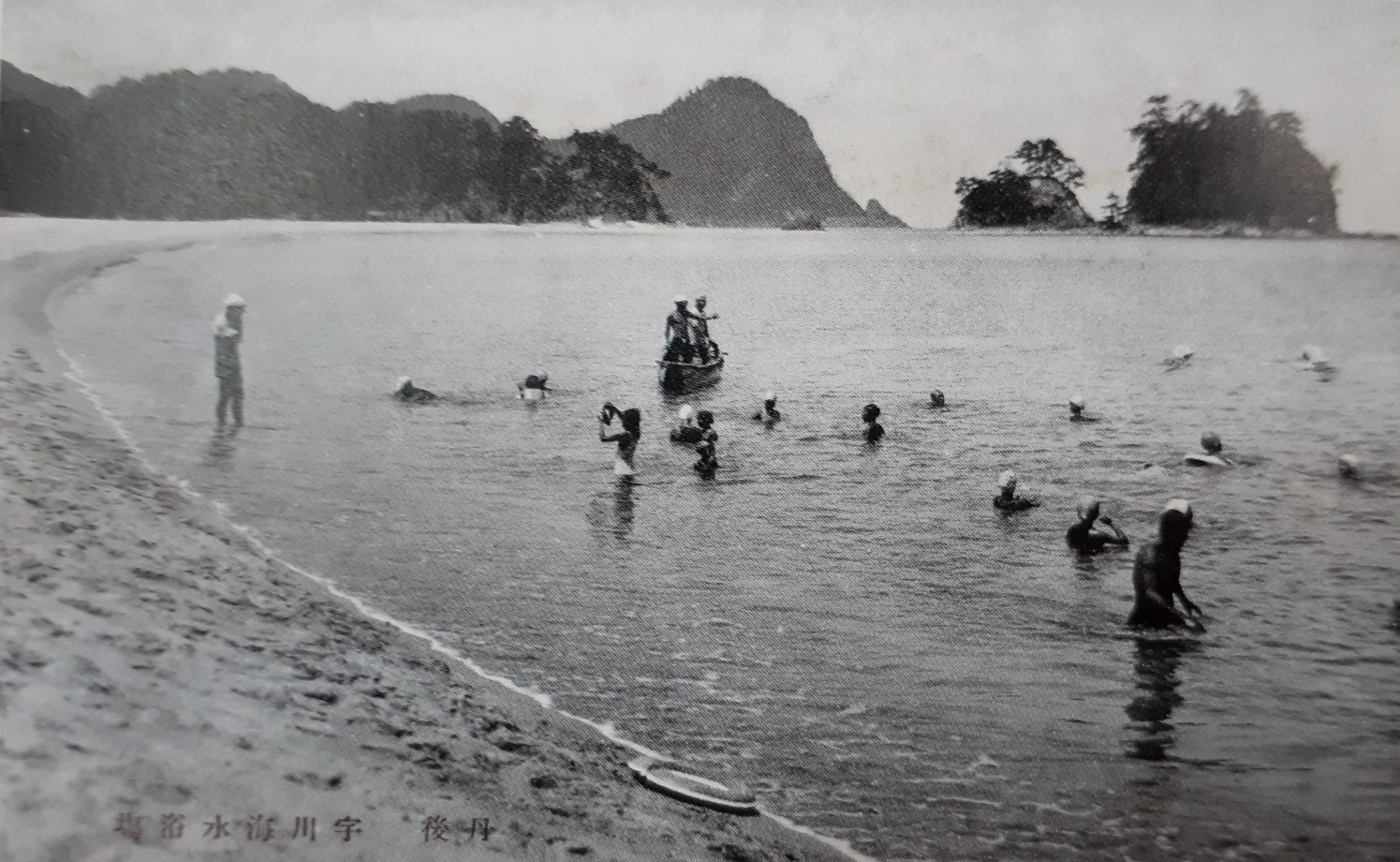
戦前の宇川海水浴場と丹後松島

### 古代・中世
宇川河口の砂丘地帯に縄文時代前期から古墳時代にかけての遺跡である平遺跡がある。2020年（令和2年）に隣区の丹後町上野で京都府内最古の縄文遺跡「上野遺跡」が確認されるまで、丹後町ではもっとも早期から人が住むようになった一帯とみられていた。
平の集落の起源は、複数回の火災により記録がすべて焼失してしまっているため、明らかではないが、八幡神社や常徳寺の存在から、遅くとも天安年間（857年 - 859年）には集落が形成されていたと推測され、30余戸が農業を営んでいたとみられる。その後、年を追うごとに戸数が増えたためやがて農業だけでは生計を維持することが難しくなり、一部は沿岸に出て海藻や貝類の採集を生業とした。
中世には石清水八幡宮の宿院極楽寺領として平庄（へいのしょう）があり、平庄は当地に比定されている。治安3年（1023年）の『石清水八幡宮文書（石清水文書）』に現れるこの記録が文献における「平」の初出で、その後寛喜4年（1232年）と長禄3年（1459年）の石清水八幡宮領に関する史料にも登場する。
一方、応永11年（1404年）に平の地内にある八幡宮に奉納された鍔口銘には「敬白八幡宮丹後国宇何庄」と記されており、この頃すでに平が宇川庄の領域に含まれていたことが推察される。

### 近世
江戸時代のこの地域ははじめ宮津藩領であり、享保2年（1717年）に幕府領となった。当初は宇川村に含まれ、元禄12年（1699年）の『丹後国郷帳』には「宇川枝村」として「平村」が記載されている。その後の現存する記録では単独表記となり、分村独立したとみられる。『延宝郷村帳』における村高は126石余、『宝永村々辻高帳』における村高は212石余、『天保郷帳』や『旧高旧領』における村高は214石余。徳川2代目秀忠の時代における『宮津旧記』によれば平村の村高は212石5斗6升8合で、宇川組20カ村のうち袖志村、久僧村に次いで3番目に多く、上宇川地域ではもっとも多い。

### 近代
1868年（明治元年）には久美浜県に区分され、1871年（明治4年）には豊岡県の所属となったが、1876年（明治9年）に京都府の所属で落ち着いた。1878年（明治11年）には平郵便局が開局し、1901年（明治34年）には中浜郵便局に吸収合併されたが、1924年（大正13年）に特定局として再び開局した。
1887年（明治20年）には平村が井上村を合併した。1889年（明治22年）4月1日には町村制が施行され、中浜村・久僧村・谷内村・上野村・上山村・尾和村・袖志村が合併して竹野郡上宇川村が発足。上宇川村の大字として平が設置された。1908年（明治41年）には宇川に架かる宇川橋の渡り初めがなされた。1932年（昭和7年）3月には宇川に架かる中瀬橋が竣工し、1938年（昭和13年）には工費13,800円で宇川橋がかけ替えられた。
明治・大正期の平出身者で知られた人物に、弁護士で元衆議院議員の岡田泰蔵がいる。1868年（明治元年）に平に生まれ、小学校卒業後に京都に出て漢学を学んだ。その後、東京にて法曹界の重鎮であった岡山兼吉の書生となり、留学後、神戸で法律事務所を開業した。1908年（明治41年）京都府郡部から衆議院議員に当選、立憲政友会に所属し、政治家を2期務めた後は文筆活動に専念し、1919年（大正8年）に東京博文館から『立言十一章「国政夜話」』を刊行した。

### 現代
1952年（昭和27年）には平に上宇川村直営の診療所が開設された。1955年（昭和30年）2月1日、間人町・豊栄村・竹野村・上宇川村・下宇川村の5村が合併して丹後町が発足。丹後町の大字として平が設置された。1955年（昭和30年）時点の人口は110世帯453人。1949年（昭和24年）には上宇川漁業協同組合が発足したが、同組合は1964年（昭和39年）に海の漁業権を放棄し、淡水のみを対象とする漁業組合となった。
1975年（昭和50年）時点の人口は96世帯371人。1982年（昭和57年）時点の人口は108世帯412人。
2016年（平成28年）9月30日時点の人口は245人。

### 地名の由来
地元では、平家落人部落に由来する地名であるとされる。永万元年（1165年）には平重盛が父の平清盛から丹後国を与えられ、重盛の五男である小松忠房が丹後守となったとされる。文治元年（1185年）に平家が滅亡すると、平家一門の人々は丹後半島の山間部に落ちのびてこの地にたどり着いたと伝えられる。
また、宇川河口の平地に位置することによる地名ともみられる。20世紀以降は「へい」と呼ばれているが、集落歴史上の初めからこの音で呼ばれていたのかは定かではない。

## 産業

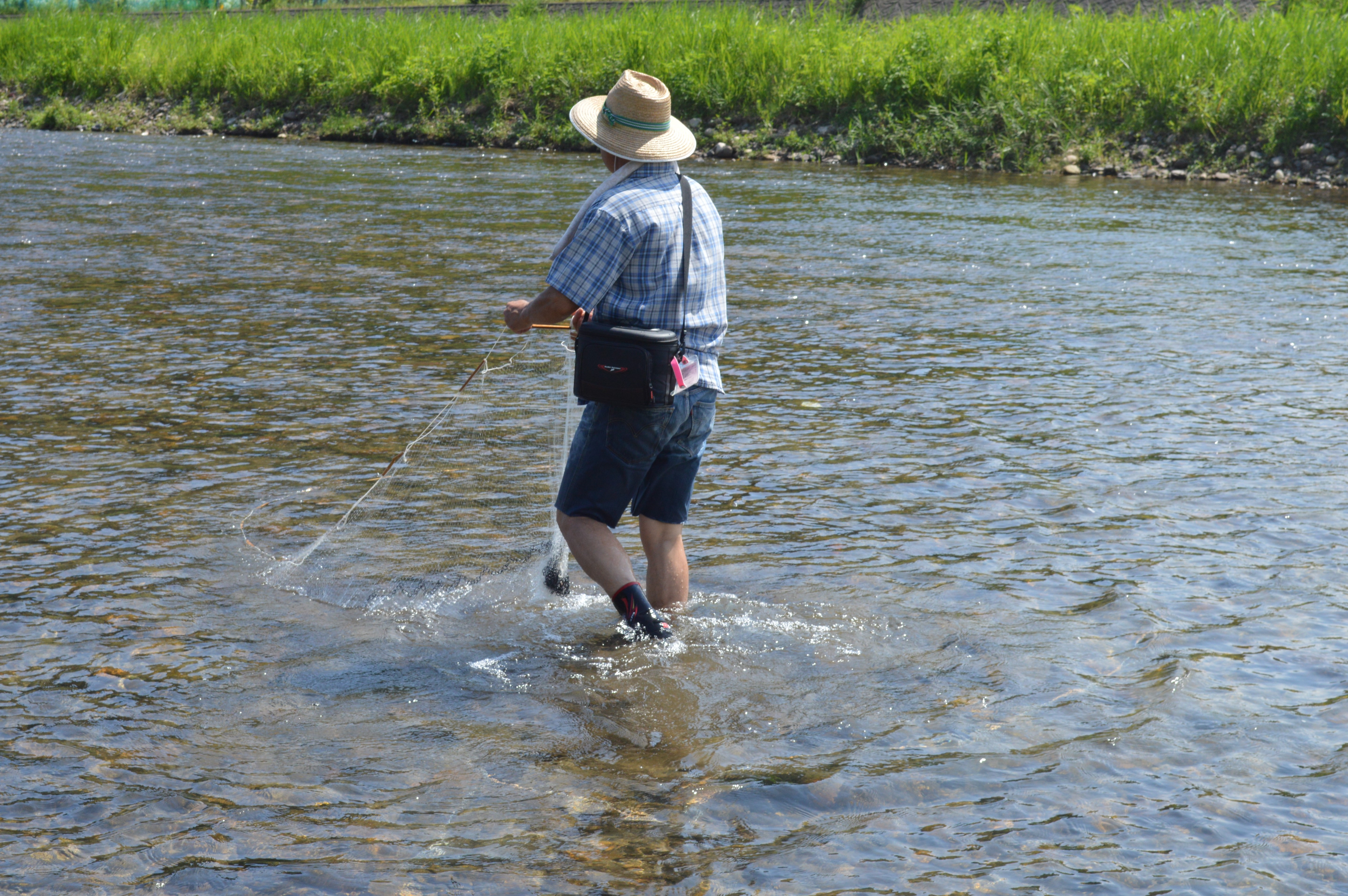
宇川におけるアユ漁

### 漁業
享保年間（1716年～1736年）、京都代官所の巡視の際に鮎漁の権利が下付され、以後は投網による鮎漁が盛んになった。1934年（昭和9年）には宇川鮎の一貫匁が3円50銭から4円程度で、土産物用箱に入れた粕漬は10尾が80銭で宣伝された。戦後には京都大学によって宇川における鮎の生態調査が行われ、この河川における鮎は宇川のアユとして知られている。
平の漁業者が所属する上宇川漁業協同組合は、1964年(昭和39年)に海の漁業権を放棄しているため、アユ漁以外の漁業はその後は行われていない。

### その他の産業
近世、アユ漁が盛んになった後も、平地に恵まれていることから農業を営む者が多かったが、明治大正期になると丹後ちりめんなど機業従事者が増加し、昭和期には海水浴客を相手にする民宿も増加した。農業では宇川果樹生産組合が組織されており、丹後縦貫林道の沿道に造成された国営農地（宇川第2団地）の2.4ヘクタールで、1995年（平成7年）以降、2015年（平成27年）時点で4軒の農家がブドウや梅を生産している。
江戸時代中期から昭和初期にかけては、平で農業に従事する者の多くが冬場は出稼ぎとして伏見などの酒屋に出向き、杜氏や酒税の検査立会事務などを務めた。平のほか宇川地域一帯で酒屋への出稼ぎ労働は盛んにおこなわれ、宇川杜氏または丹後杜氏と称され、伏見醸造界に名を刻んだ。

## 教育

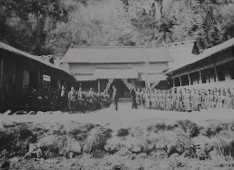
1904年の平尋常小学校

幕末から明治初期にかけての平村には、1863年（文久3年）開設の2軒と1868年（明治元年）開設の1軒の計3軒の寺子屋があり、僧などが習字師を務めていた。1874年（明治7年）には後の第6区平村平学校の前身となる学校が開校する。1876年（明治9年）に近接する遠下地区が平の学区に加盟したことによる児童数の急増を受けて、1878年（明治11年）に建坪33坪の2階建の校舎が新築された。
1888年（明治21年）、近接する字中野から305坪の敷地提供を受け、中野に校舎を移転しさらに2棟の校舎を増築する。この時点で、平学校の所在地は平ではなくなっているが、1890年（明治23年）の学制改革に伴い「平尋常小学校」と改称し、分教場を字鞍内において、三山、小脇、竹久僧をあわせた4集落の児童を受け入れた。この分教場はのちの虎杖（いたどり）小学校である。平尋常小学校は、1893年（明治26年）には温習科を設置して卒業生の教育も担ったが、翌年の高等小学校組合の設立とともに消滅した。平尋常小学校は、上宇川第一尋常小学校と改称し、のちに上宇川小学校となった。

## 交通
1933年（昭和8年）に宇川バスが開通し、翌1934年（昭和9年）に網野-間人間で運行していた三日月バスと合併して竹野郡乗合自動車株式会社が設立されるまで、峰山方面には依遅ヶ尾山の峠を越え、宮津方面へはやはり依遅ヶ尾山を越えて男山に出て渡し舟を使うか、碇峠から伊根に抜けるのが一般的であったとみられる。
2021年（令和3年）現在の平地区には丹海バスのバス停留所が1カ所あり、経ヶ岬から峰山のショッピングセンター前までを往復する路線「海岸線」が、上下線ともに1日7便運行される。

## 施設
- 平住民センター - 平住民センターゲートボール場がある。
- 平クラブ
- 井上倶楽部
- 平共同集会所
- 平簡易郵便局
- 中瀬橋親水公園（宇川親水公園）
- 丹後町宇川2団地 - 井上にある国営農地。1991年（平成3年）から1995年（平成7年）に造成され、1995年（平成7年）に営農が開始された[44]。造営面積は4.0ヘクタール、営農面積は2.4ヘクタール[44]。ブドウや梅などを栽培しており、特にピオーネの生産で知られている[7]。
- 経ヶ岬分屯基地平官舎

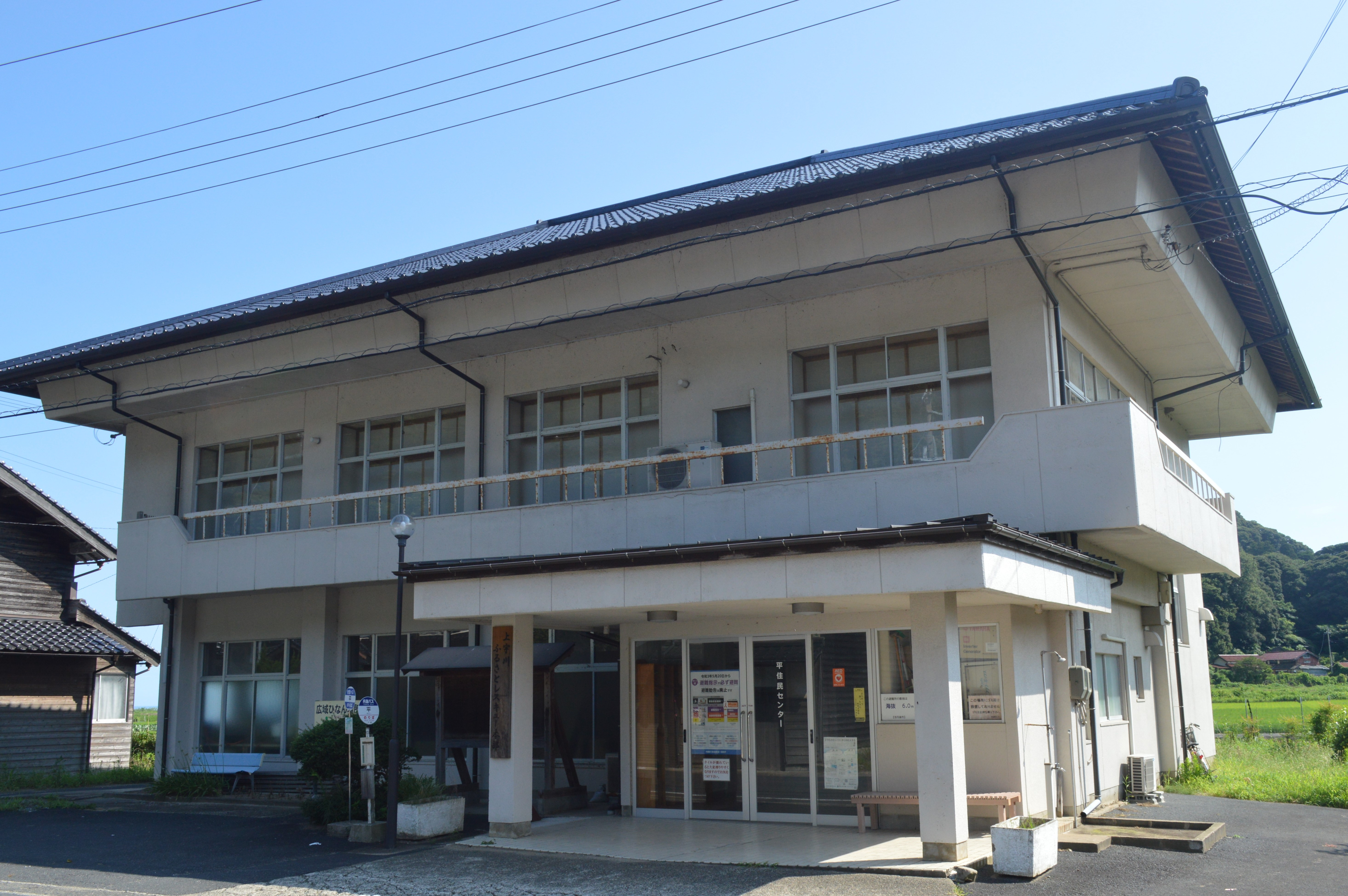
平住民センター
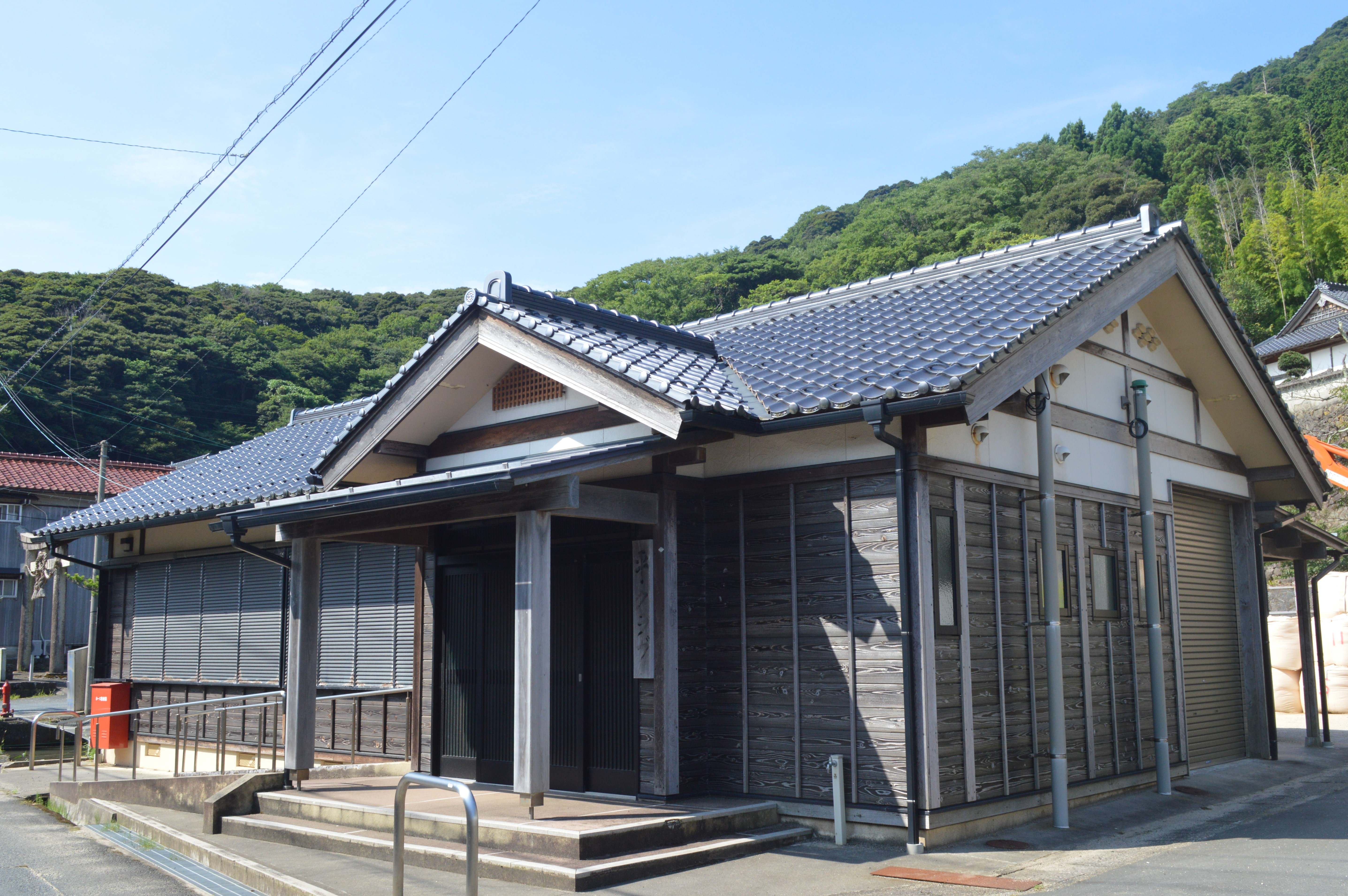
平クラブ
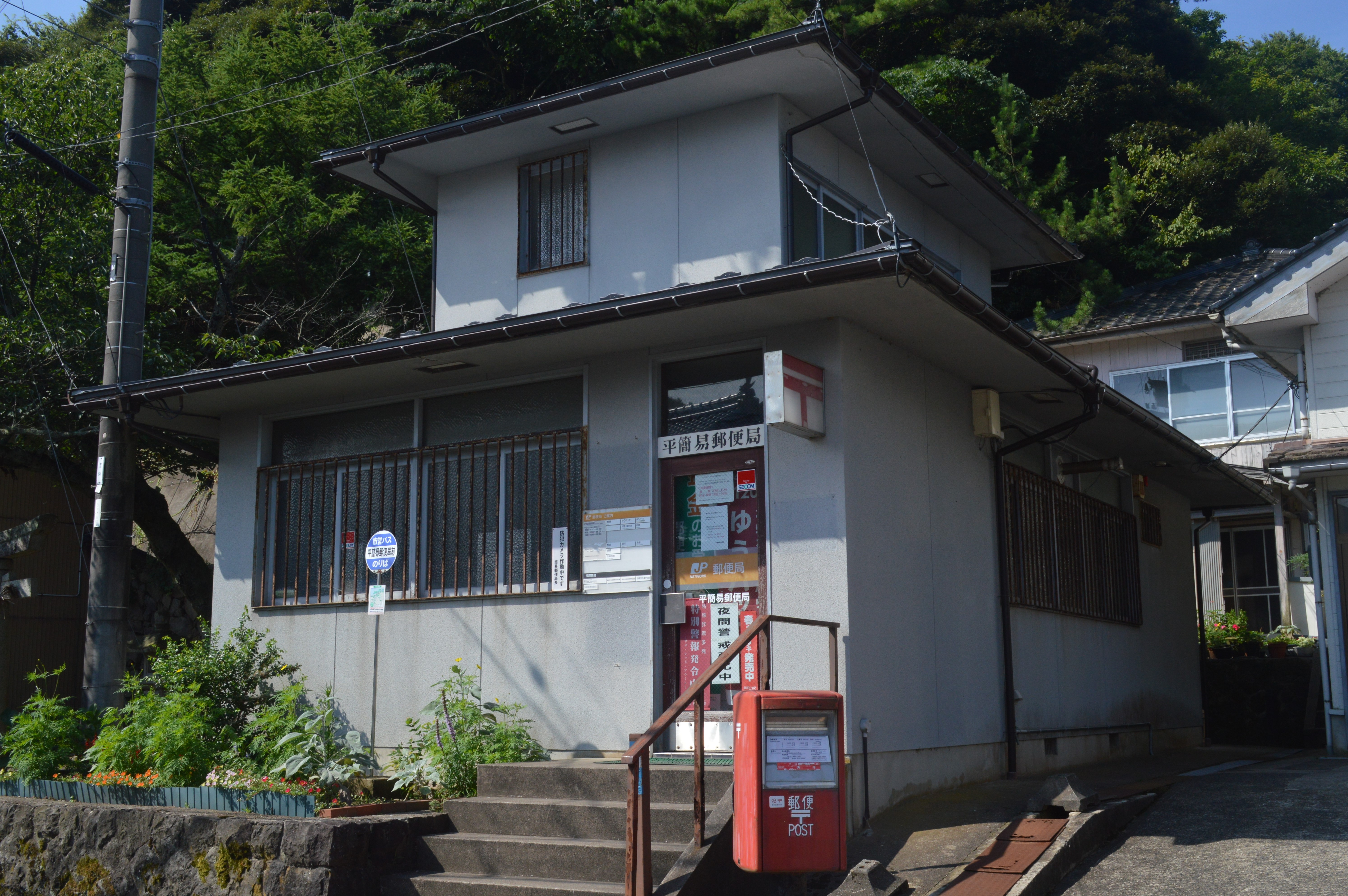
平簡易郵便局
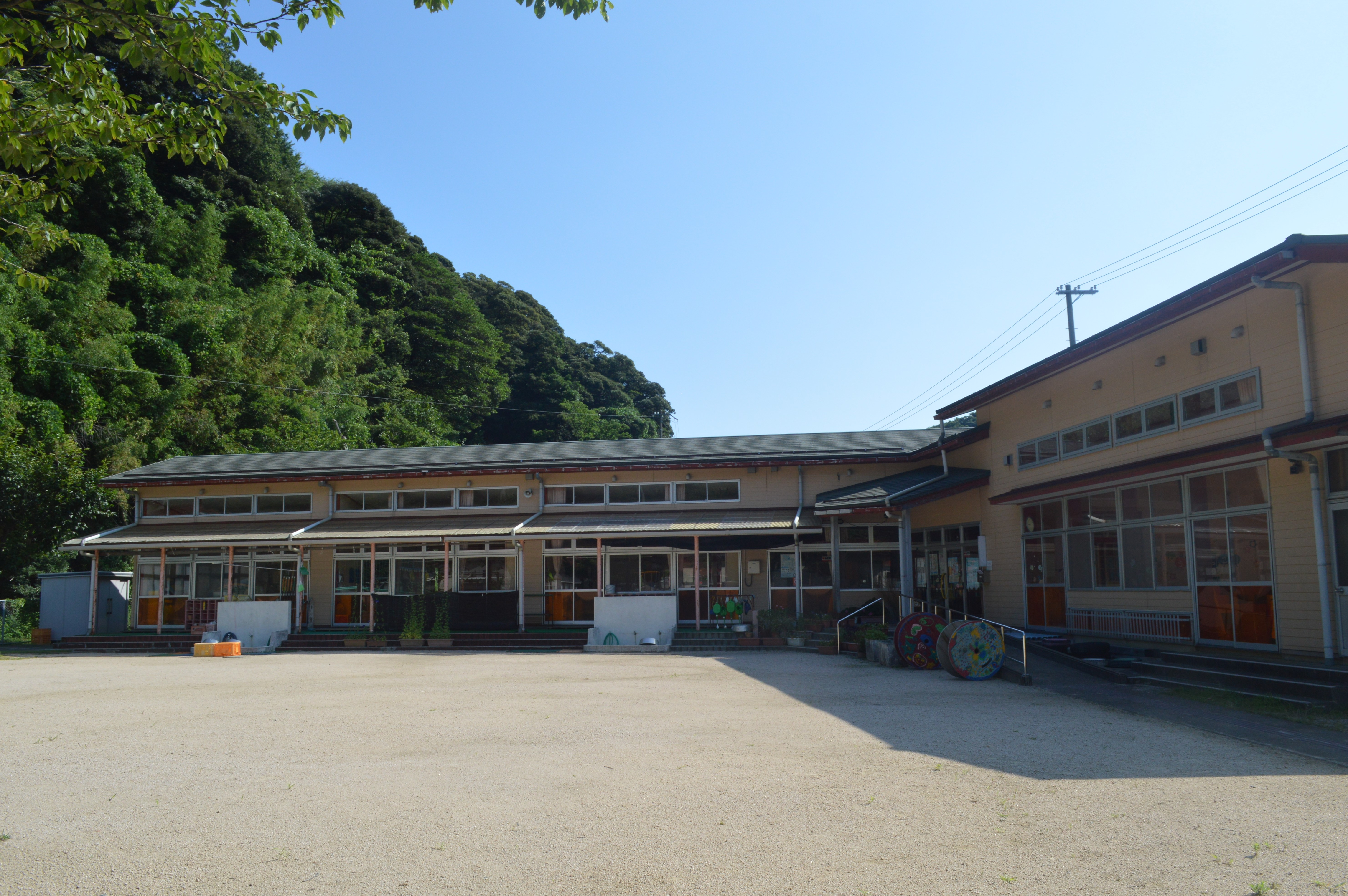
宇川保育所

## 名所・旧跡・観光スポット

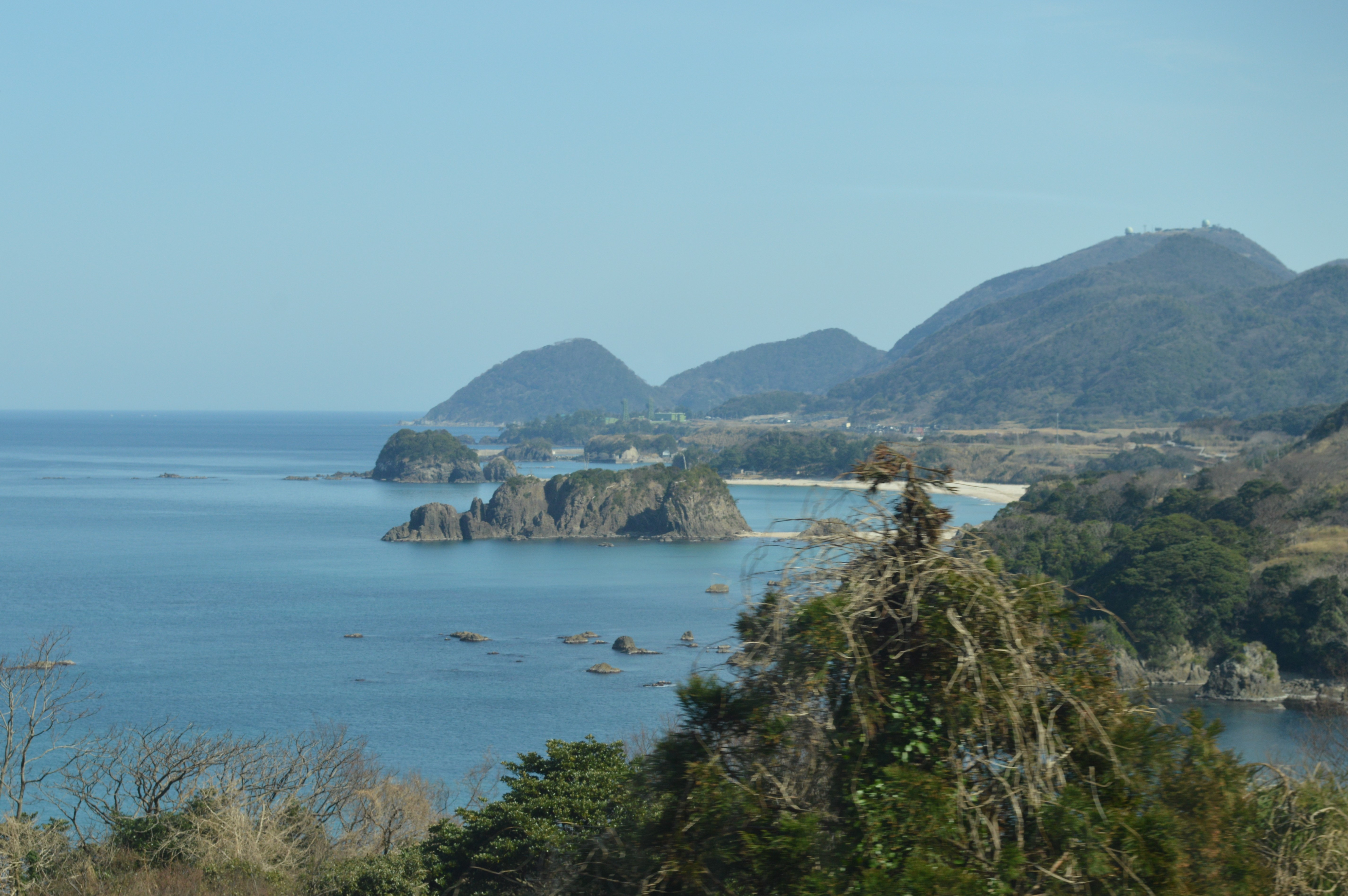
丹後松島

### 名所
- 丹後松島 - 丹後町此代・高嶋・平・久僧などにまたがる景勝地[45]。1968年（昭和43年）に丹後天橋立大江山国定公園に指定された。
- 平海水浴場 - 夏季は海水浴客でにぎわい、夏季以外はサーファーが集まる[7]。ハマナスの群生地でもある[8]。
- 平キャンプ場

### 平遺跡
平遺跡の特徴
- 日本海に面した段丘にできた砂丘上にあった、縄文時代前期から古墳時代にかけての遺跡として平遺跡がある[46]。経ヶ岬から西に約7キロメートル、海岸から約150メートルの場所にあり、宇川左岸の標高約20メートル地点にある[47]。これほど長期にわたる遺跡は西日本の日本海側では珍しいとされる[9]。土器は近畿地方における縄文時代中期末の代表的なものとされ[46]、平式土器という標式が生まれた[9]。

平遺跡の発掘史
- 1940年（昭和15年）頃、平の「さんまい」の海岸にある畑の地主が壺を掘り出し、丹後町立上宇川小学校に届け出た[48]。この土器片は1947年（昭和22年）2月に上宇川小学校で起こった火災で焼失したが、耕作中には多数の土器片が発見されている[48]。1962年（昭和37年）9月末に丹後町立宇川中学校社会科クラブ員がこの海岸で拾った土器片がきっかけで、京都府文化財保護課と協議した後、同年12月21日から同志社大学考古学教室の酒詰仲男教授らによって3日間の試掘調査が行われた。1963年（昭和38年）5月1日から5月19日には、酒詰と堅田直を中心として本調査が行われ、同志社大学考古学教室の学生、大阪信愛女学院短期大学、宇川中学校クラブ員などが参加した[48]。この調査では縄文時代中期から晩期の土師器・須恵器・弥生式土器が発掘され[47]、約3000年という長い年代にわたる遺物が同一の遺跡から出土した点が珍しいとされた[49]。丹後町では初めて出土した縄文時代の土器類だった[49]。1965年（昭和40年）7月28日から8月10日には、帝塚山大学考古学研究室の事業として再調査が行われた[47]。遺物含有層の厚さは約4メートルにも達し、層位は11層に分類された[50]。
- 国道178号（丹後半島一周道路）改良事業に伴い、1996年度（平成8年度）には財団法人京都府埋蔵文化財調査研究センターによる現地調査が行われ、縄文土器などに加えて古墳時代の石敷遺構や製塩土器等も出土した[46]。2006年（平成18年）3月20日には「平遺跡出土遺物」は京丹後市指定文化財に指定され、京丹後市立丹後古代の里資料館に所蔵されている[46]。

### 旧跡
- 平城址 - 戦国時代の天文年間（1532年～1555年）頃は井上石見守の、天正年間（1573年～1592年）までは松井康之（佐渡守）の居城だったとされる城[51]。

### 寺社
- 八幡神社（八幡宮） - 平村の旧村社。正暦年間（990年～995年）に藤原保昌が丹後国国司として下向巡視した際、石清水八幡宮をこの地に勧請されたと伝わる[9]。社殿には元禄11年（1698年）8月15日の棟札と文政11年（1828年）4月16日上屋建立の棟札がある[7][52]。古くは宇川18ヶ村の総社だったが、現在は平の村社である[7][52]。祭神は誉田和気命[7][52]。境内には武内神社がある[52]。
- 波勢神社 - 文政7年（1824年）には社殿が焼失したが、天保6年（1835年）9月に再建立された[7]。祭神は火産霊神と奥津比古神と奥津比女神[7]。
- 科戸神社 - 9月第1日曜には豊作を祈願する八朔祭が行われる[7]。祭神は科津比古命と科津比女命[7]。
- 常徳寺 - 曹洞宗の寺院。山号は棲厳山。本尊は釈迦牟尼如来[53]。寺伝によるともとは井上村小字寺地にあったが、永享元年（1429年）に現在地に創建された[9]。宝篋印塔は室町時代後期の作である[7]。慶安2年（1649年）には智源寺の橘州宗曇和尚を開祖として、智源寺の末院24院のうちとなった[7][53]。江戸時代初期には近郷18か村を檀家としていたが[22]、元禄12年（1669年）から1879年（明治12年）にかけて、遠下村・三山村・竹久僧村・神主村・小脇村・袖志村・久僧村・尾和村・上野村・車野村・谷内村が離檀した[53]。山門は重層の四脚門であり、天保3年（1832年）に再建された[7]。太平洋戦争末期の1945年（昭和20年）、舞鶴市の舞鶴市立中筋小学校から上宇川に39人の児童が学童疎開した際には、常徳寺が宿舎となった[54]。1947年（昭和22年）には上宇川国民学校の全校舎が焼失したことから、しばらくは学年ごとに常徳寺や妙源寺が仮教場となった[55]。1976年（昭和51年）時点の檀家数は約150戸[56]。1989年（平成元年）には小脇から子安地蔵を遷仏した[7]。
- 妙源寺 - 日蓮宗の寺院。山号は興栄山。本尊は日蓮上人[53]。永禄11年（1568年）、地頭の井上石見守によって妙源庵として創建された[7]。開祖は興栄院殿妙源日繁大居士であり、15代を経て日典上人を開山とした[7][53]。1976年（昭和51年）時点の檀家数は約50戸[56]。

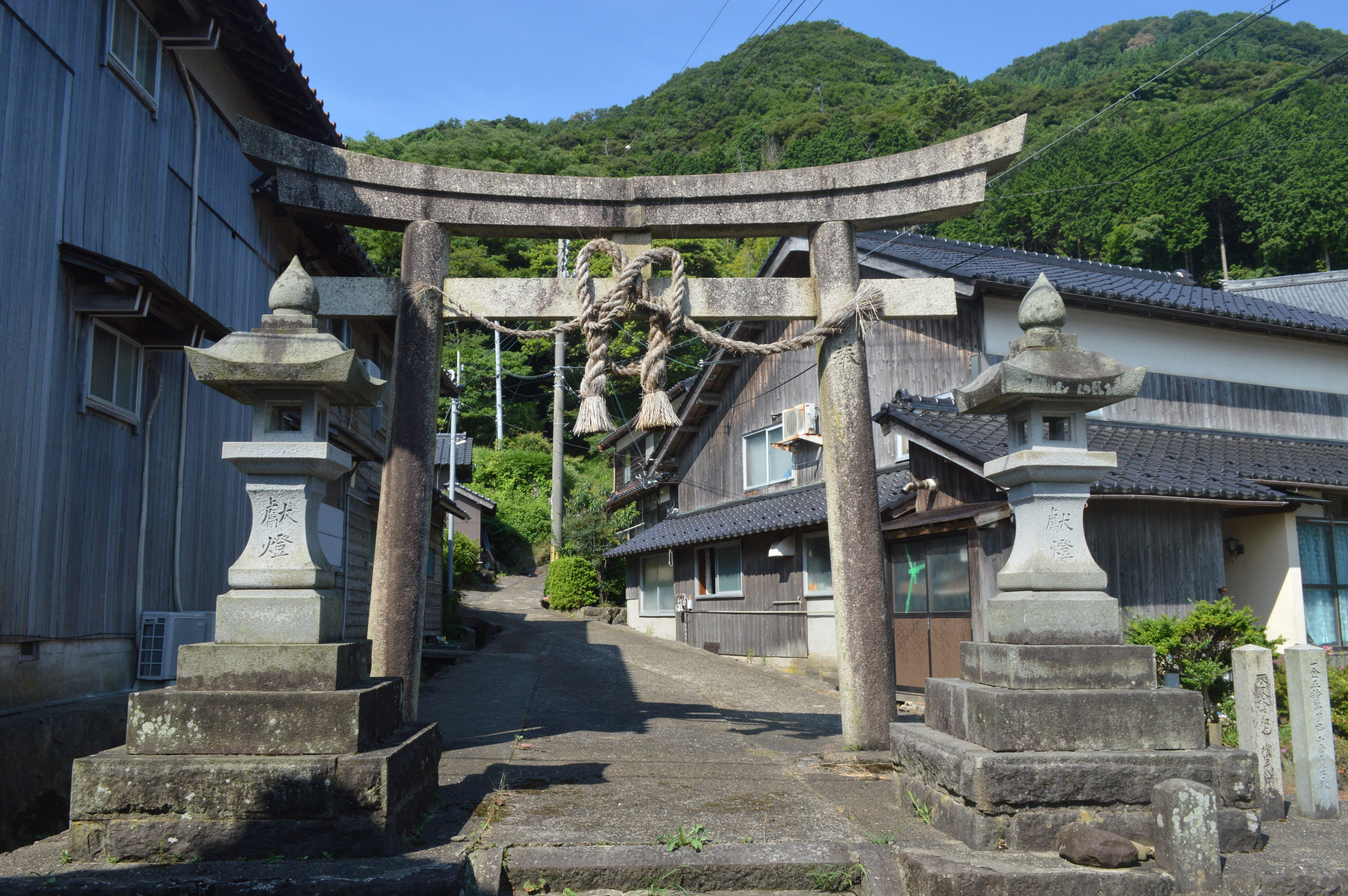
八幡神社
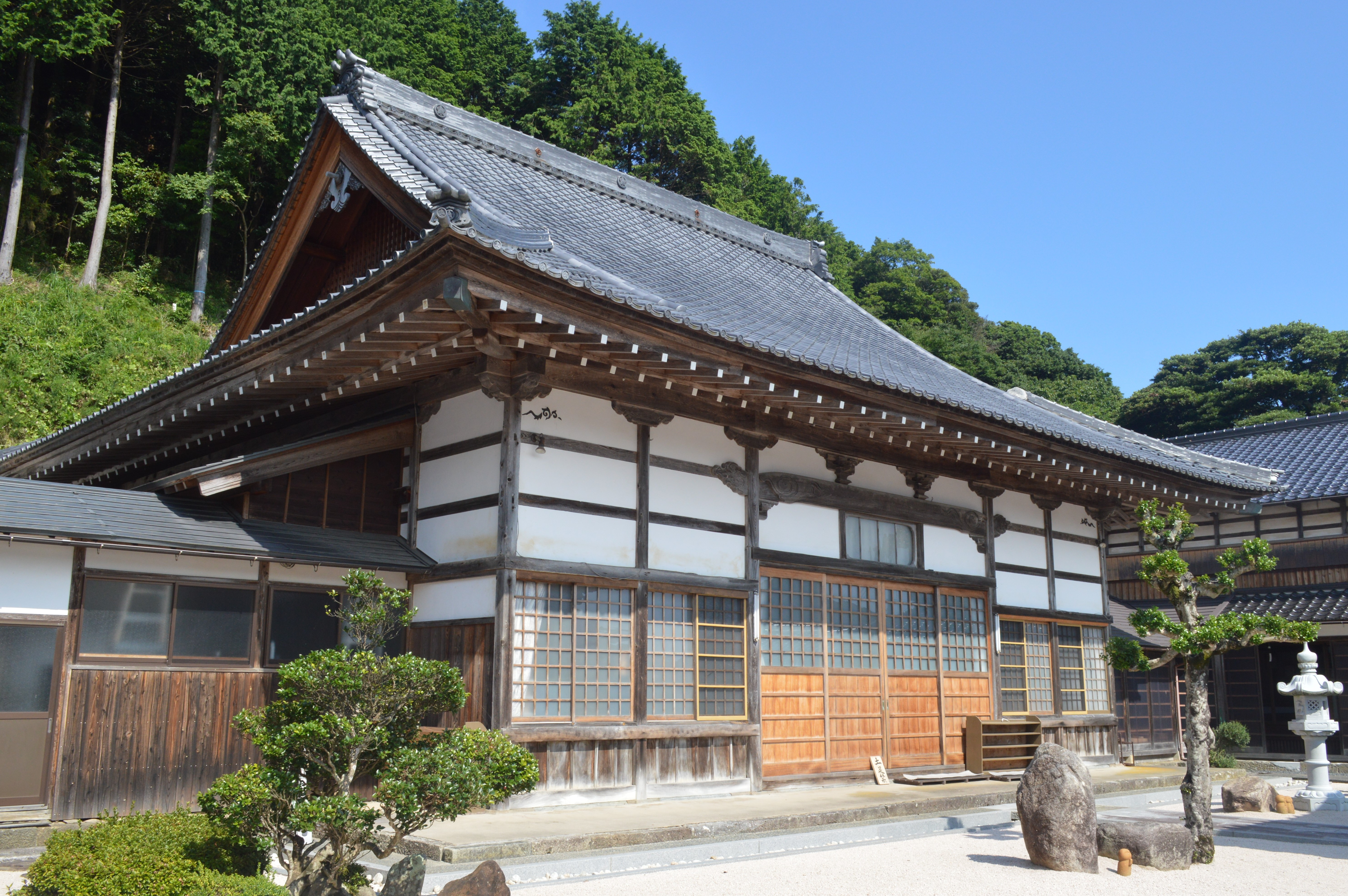
常徳寺
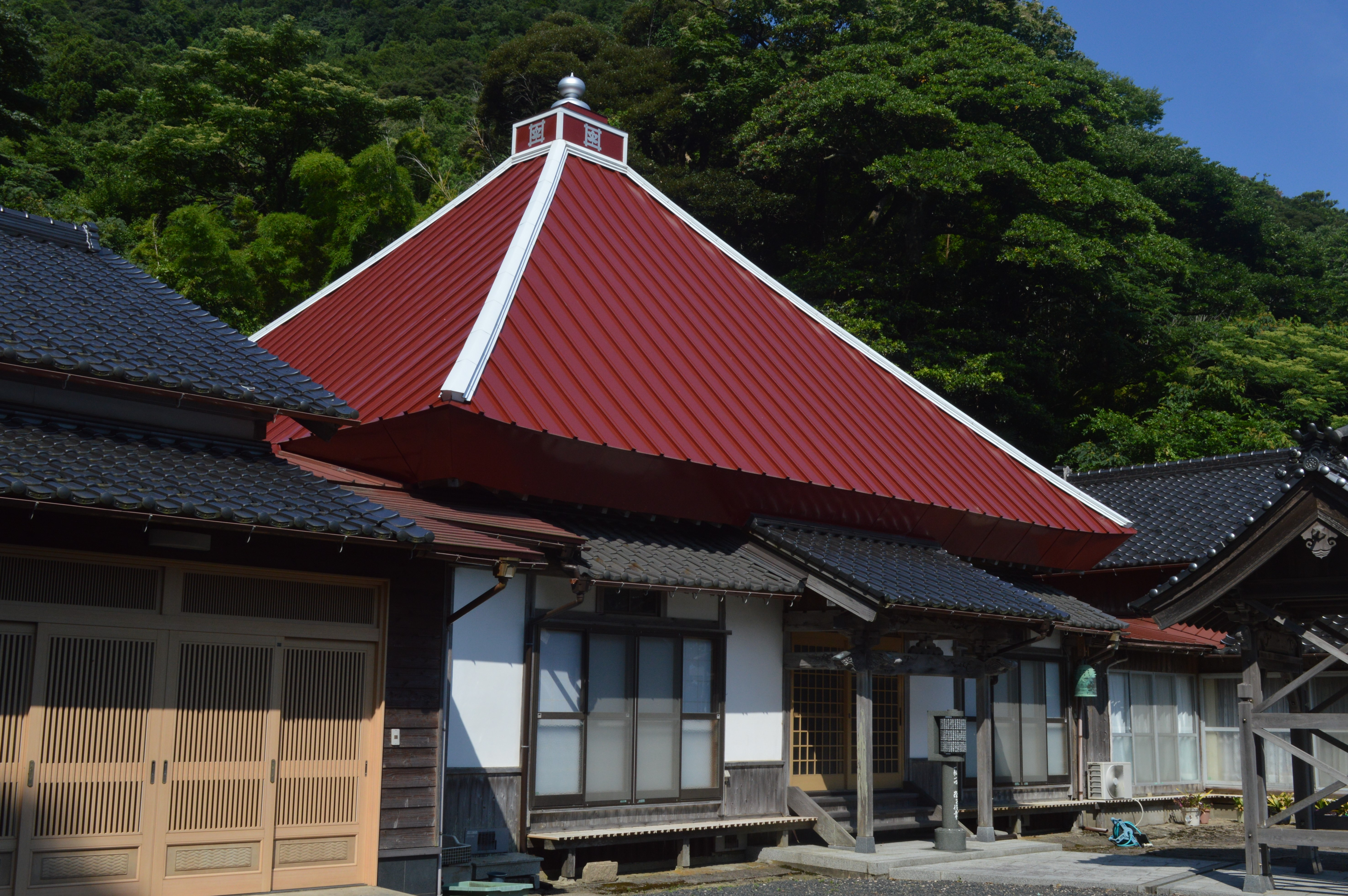
妙源寺

## 祭事・催事
- 宇川アユまつり - 毎年8月15日に宇川の中瀬橋親水公園で開催されるイベント。アユのつかみどり体験などが行われる。